# Wereldkampioenschappen mountainbike 2013
De Wereldkampioenschappen mountainbike 2013 werden op 29 juni voor de Marathon, in het Oostenrijkse Kirchberg, en van 28 augustus tot en met 1 september voor de overige disciplines in het Zuid-Afrikaanse  Pietermaritzburg gehouden.

## Marathon

### Elites
Mannen
| Nr.    | Naam                 | Land |
| ------ | -------------------- | ---- |
| Goud   | Christoph Sauser     | SUI  |
| Zilver | Alban Lakata         | AUT  |
| Brons  | Hector Leonardo Páez | COL  |
| 4e     | Kristian Hynek       | CZE  |
| 5e     | Urs Huber            | SUI  |
| 6e     | Tiago Ferreira       | POR  |
| 7e     | Lukas Buchli         | SUI  |
| 8e     | Karl Platt           | GER  |
| 9e     | Stoll Thomas         | SUI  |
| 10e    | Adrian Brzozka       | POL  |
|        |                      |      |
| 19e    | Roel Paulissen       | BEL  |
| 20e    | Frans Claes          | BEL  |
| 56e    | Sébastien Carabin    | BEL  |

Vrouwen
| Nr.    | Naam                   | Land |
| ------ | ---------------------- | ---- |
| Goud   | Gunn-Rita Dahle Flesjå | NOR  |
| Zilver | Sally Bigham           | GBR  |
| Brons  | Esther Süss            | SUI  |
| 4e     | Annika Langvad         | DEN  |
| 5e     | Blaža Klemenčič        | SLO  |
| 6e     | Tereza Huřiková        | CZE  |
| 7e     | Ariane Kleinhans       | SUI  |
| 8e     | Michalina Ziolkowska   | POL  |
| 9e     | Daniela Veronesi       | ITA  |
| 10e    | Elisabeth Osl          | AUT  |
|        |                        |      |
| 24e    | Alice Pirard           | BEL  |
| 27e    | Inne Gantois           | BEL  |

## Cross-Country

### Team Relay
| Nr.    | Land (Namen)                                          |
| ------ | ----------------------------------------------------- |
| Goud   | Italië (Fontana, Lechner, Kerschbaumer, Bertolini)    |
| Zilver | Frankrijk (Marotte, Bresset, Sarrou, Gay)             |
| Brons  | Duitsland (Fumic, Klein, Schulte-Lünzum, Egger)       |
| 4e     | Canada (Zandstra, Walter, Bailey, Disera)             |
| 5e     | Zwitserland (Naf, Neff, Stutzmann , Beeli)            |
| 6e     | Oostenrijk (Gehbauer, Osl, Raggl, Ritzinger)          |
| 7e     | Verenigde Staten (Ettinger, Davison, Werner, Powless) |
| 8e     | Nieuw-Zeeland (Peters, Halen, Cooper, Gaza)           |
| 9e     | Zuid-Afrika (Buys, Strauss, Reid, Strauss)            |
| 10e    | Rusland (Ivanov, Anoshina, Boredskiy, Vavilov)        |

### Elites
Mannen
| Nr.    | Naam                 | Land |
| ------ | -------------------- | ---- |
| Goud   | Nino Schurter        | SUI  |
| Zilver | Manuel Fumic         | GER  |
| Brons  | José Antonio Hermida | ESP  |
| 4e     | Maxime Marotte       | FRA  |
| 5e     | Jaroslav Kulhavý     | CZE  |
| 6e     | Julien Absalon       | FRA  |
| 7e     | Moritz Milatz        | GER  |
| 8e     | Ondřej Cink          | CZE  |
| 9e     | Stéphane Tempier     | FRA  |
| 10e    | Fabian Giger         | SUI  |
|        |                      |      |
| 28e    | Kevin Van Hoovels    | BEL  |

Vrouwen
| Nr.    | Naam               | Land |
| ------ | ------------------ | ---- |
| Goud   | Julie Bresset      | FRA  |
| Zilver | Maja Włoszczowska  | POL  |
| Brons  | Esther Süss        | SUI  |
| 4e     | Irina Kalentjeva   | RUS  |
| 5e     | Tanja Žakelj       | SLO  |
| 6e     | Alexandra Engen    | SWE  |
| 7e     | Kathrin Stirnemann | SUI  |
| 8e     | Gunn-Rita Dahle    | NOR  |
| 9e     | Lea Davison        | USA  |
| 10e    | Eva Lechner        | ITA  |
|        |                    |      |
| 32e    | Githa Michiels     | BEL  |

### Beloften
Mannen
| Nr.    | Naam                    | Land |
| ------ | ----------------------- | ---- |
| Goud   | Gerhard Kerschbaumer    | ITA  |
| Zilver | Julian Schelb           | GER  |
| Brons  | Michiel van der Heijden | NED  |
| 4e     | Anton Cooper            | NZL  |
| 5e     | Julien Trarieux         | FRA  |
| 6e     | Jordan Sarrou           | FRA  |
| 7e     | Christian Pfäffle       | GER  |
| 8e     | Victor Koretzky         | FRA  |
| 9e     | Daniele Braidot         | ITA  |
| 10e    | Markus Schulte-Lünzum   | GER  |
|        |                         |      |
| 37e    | Didier Bats             | BEL  |

Vrouwen
| Nr.    | Naam                   | Land |
| ------ | ---------------------- | ---- |
| Goud   | Jolanda Neff           | SUI  |
| Zilver | Pauline Ferrand-Prevot | FRA  |
| Brons  | Yana Belomoyna         | UKR  |
| 4e     | Helen Grobert          | GER  |
| 5e     | Andrea Waldis          | SUI  |
| 6e     | Jenny Rissveds         | SWE  |
| 7e     | Linda Indergand        | SUI  |
| 8e     | Mariske Strauss        | RSA  |
| 9e     | Maghalie Rochette      | CAN  |
| 10e    | Rebecca Henderson      | AUS  |
|        |                        |      |
| 20e    | Anne Terpstra          | NED  |

### Junioren
Mannen
| Nr.    | Naam                  | Land |
| ------ | --------------------- | ---- |
| Goud   | Lukas Baum            | GER  |
| Zilver | Peter Disera          | CAN  |
| Brons  | Gioele Bertolini      | ITA  |
| 4e     | Raphael Gay           | FRA  |
| 5e     | Jan Vastl             | CZE  |
| 6e     | Eirik Augdal          | NOR  |
| 7e     | Georg Egger           | GER  |
| 8e     | Hugo Pigeon           | FRA  |
| 9e     | Philipp Bertsch       | GER  |
| 10e    | Andrin Beeli          | SUI  |
|        |                       |      |
| 13e    | Kjell van den Boogert | NED  |
| 24e    | Mathieu Dehaze        | BEL  |

Vrouwen
| Nr.    | Naam              | Land |
| ------ | ----------------- | ---- |
| Goud   | Allesandra Keller | SUI  |
| Zilver | Emilie Collomb    | ITA  |
| Brons  | Sarah Bauer       | GER  |
| 4e     | Sofia Wiedenroth  | GER  |
| 5e     | Nadja Heigl       | AUT  |
| 6e     | Kate Courtney     | USA  |
| 7e     | Alice Barnes      | GBR  |
| 8e     | Greta Weithaler   | ITA  |
| 9e     | Kristina Kirllova | RUS  |
| 10e    | Bianca Haw        | RSA  |
|        |                   |      |
| 20e    | Annemarie Worst   | NED  |

## Eliminator

### Elites
Mannen
| Nr.    | Naam                | Land |
| ------ | ------------------- | ---- |
| Goud   | Paul Van Der Ploeg  | AUS  |
| Zilver | Daniel Federspiel   | AUT  |
| Brons  | Catriel Andres Soto | ARG  |
| 4e     | Elia Silvestri      | ITA  |
| 5e     | Andy Eyring         | GER  |
| 6e     | Marcel Wildhaber    | SUI  |
| 7e     | Raphael Gagne       | CAN  |
| 8e     | Tittouan Ganier     | FRA  |
| 9e     | Gregor Raggl        | AUT  |
| 10e    | Martin Gluth        | GER  |
|        |                     |      |
| 13e    | Fabrice Mels        | BEL  |

Vrouwen
| Nr.    | Naam               | Land |
| ------ | ------------------ | ---- |
| Goud   | Alexandra Engen    | SWE  |
| Zilver | Jolanda Neff       | SUI  |
| Brons  | Linda Indergand    | SUI  |
| 4e     | Nadine Rieder      | GER  |
| 5e     | Kathrin Stirnemann | SUI  |
| 6e     | Lena Putz          | GER  |
| 7e     | Helen Grobert      | GER  |
| 8e     | Ingrid Jacobsen    | NOR  |
| 9e     | Eva Lechner        | ITA  |
| 10e    | Andrea Waldis      | SUI  |
|        |                    |      |
| 18e    | Anne Terpstra      | NED  |

## Downhill

### Elites
Mannen
| Nr.    | Naam               | Land |
| ------ | ------------------ | ---- |
| Goud   | Greg Minnaar       | RSA  |
| Zilver | Michael Hannah     | AUS  |
| Brons  | Jared Graves       | AUS  |
| 4e     | Samuel Blenkinsop  | NZL  |
| 5e     | Matthew Simmonds   | GBR  |
| 6e     | Nick Beer          | SUI  |
| 7e     | George Atherton    | GBR  |
| 8e     | Marcelo Villegas   | COL  |
| 9e     | Johannes Fischbach | GER  |
| 10e    | Troy Brosnan       | AUS  |

Vrouwen
| Nr.    | Naam                | Land |
| ------ | ------------------- | ---- |
| Goud   | Rachel Atherton     | GBR  |
| Zilver | Emmeline Ragot      | FRA  |
| Brons  | Tracey Hannah       | AUS  |
| 4e     | Jill Kintner        | USA  |
| 5e     | Caroline Buchanan   | AUS  |
| 6e     | Morgane Charre      | FRA  |
| 7e     | Emilie Siegenthaler | SUI  |
| 8e     | Casey Brown         | CAN  |
| 9e     | Floriane Pugin      | FRA  |
| 10e    | Micayla Gatto       | CAN  |

### Junioren
Mannen
| Nr.    | Naam              | Land |
| ------ | ----------------- | ---- |
| Goud   | Richard Rude      | USA  |
| Zilver | Loris Vergier     | FRA  |
| Brons  | Mike Jones        | GBR  |
| 4e     | Noel Niederberger | SUI  |
| 5e     | Dean Lucas        | AUS  |
| 6e     | Luca Shaw         | USA  |
| 7e     | Mckay Vezina      | CAN  |
| 8e     | Thomas Crimmins   | AUS  |
| 9e     | Mark Wallace      | CAN  |
| 10e    | Gianluca Vernassa | ITA  |

Vrouwen
| Nr.    | Naam              | Land |
| ------ | ----------------- | ---- |
| Goud   | Tahnee Seagrave   | GBR  |
| Zilver | Danielle Beecroft | AUS  |
| Brons  | Tegan Molloy      | AUS  |
| 4e     | Fiona Ourdouillie | FRA  |
| 5e     | Ayako Nakagawa    | JPN  |

## Trail

### 20"
Mannen
| Nr.    | Naam                  | Land |
| ------ | --------------------- | ---- |
| Goud   | Abel Mustieles Garcia | ESP  |
| Zilver | Aurélien Fontenoy     | FRA  |
| Brons  | Benito Ros            | ESP  |
| 4e     | Kazuki Terai          | JPN  |
| 5e     | Vaclav Kolar          | CZE  |
| 6e     | Daniel Comas          | ESP  |
| 7e     | Theau Courtes         | FRA  |
| 8e     | Andrei Burton         | GBR  |
| 9e     | Ion Areitio Agirre    | ESP  |
| 10e    | Alessandro Bertola    | ITA  |
|        |                       |      |
| 12e    | Rick Koekoek          | NED  |

Junioren
| Nr.    | Naam               | Land |
| ------ | ------------------ | ---- |
| Goud   | Bernat Seuba Romeu | ESP  |
| Zilver | Thomas Pechhacker  | AUT  |
| Brons  | Alex Rudeau        | FRA  |
| 4e     | Jonas Kristiansen  | DEN  |
| 5e     | Alessio Povolo     | ITA  |
| 6e     | Martin Behro       | SVK  |
| 7e     | Johan Buchwalder   | SUI  |
| 8e     | Lucas Krell        | GER  |
| 9e     | Yamato Amari       | JPN  |
| 10e    | Hirosato Iinuma    | JPN  |

### 26"
Mannen
| Nr.    | Naam                  | Land |
| ------ | --------------------- | ---- |
| Goud   | Vincent Hermance      | FRA  |
| Zilver | Gilles Coustellier    | FRA  |
| Brons  | Kenny Belaey          | BEL  |
| 4e     | Aurélien Fontenoy     | FRA  |
| 5e     | Rafael Tibau Roura    | ESP  |
| 6e     | Andrei Burton         | GBR  |
| 7e     | Nicolas Vuillermot    | FRA  |
| 8e     | Kevin Aglae           | FRA  |
| 9e     | Laszlo Hegedus        | HUN  |
| 10e    | Hannes Herrmann       | GER  |
|        |                       |      |
| 13e    | Iciar Van Den Bergh   | BEL  |
| 20e    | Pierre-Charles Thomas | BEL  |

Vrouwen
| Nr.    | Naam              | Land |
| ------ | ----------------- | ---- |
| Goud   | Tatiana Janickova | SVK  |
| Zilver | Gemma Abant       | ESP  |
| Brons  | Janine Jungfels   | AUS  |
| 4e     | Kristina Sykorova | SVK  |
| 5e     | Perrine Devahive  | BEL  |
| 6e     | Debi Studer       | SUI  |
| 7e     | Andrea Wesp       | GER  |
| 8e     | Marion Porcher    | FRA  |
| 9e     | Manami Mizuno     | JPN  |

Junioren
| Nr.    | Naam                | Land |
| ------ | ------------------- | ---- |
| Goud   | Jack Carthy         | GBR  |
| Zilver | Nils-Obed Rieker    | GER  |
| Brons  | Jeremy Descloux     | FRA  |
| 4e     | Brian Allaman       | SUI  |
| 5e     | Jonathan Sandritter | GER  |
| 6e     | Henri Tredup        | GER  |
| 7e     | Johan Buchwalder    | SUI  |
| 8e     | Moritz Mettenheimer | GER  |
| 9e     | Pierre Beauval      | FRA  |
| 10e    | Gabriel Berge       | FRA  |

### Team Relay
| Nr.    | Land (Namen)                                                 |
| ------ | ------------------------------------------------------------ |
| Goud   | Spanje (Romeu, Charral, Roura, Condal)                       |
| Zilver | Frankrijk (Rudeau, Fontenoy, Descloux, Coustellier, Porcher) |
| Brons  | Duitsland (Krell, Mrohs, Sandritter, Herrmann, Wesp)         |
| 4e     | Japan (Iinuma, Terai, Nagaya, Mizuno)                        |
| 5e     | Zwitserland (Buchwalder, Leiser, Allaman, Bonzon, Studer)    |

## Medaillespiegel
| Plaats | Land                | Goud | Zilver | Brons | Totaal |
| 1      | Zwitserland         | 3    | 0      | 1     | 4      |
| 2      | Italië              | 2    | 1      | 1     | 4      |
| 3      | Duitsland           | 1    | 1      | 2     | 4      |
| 4      | Frankrijk           | 0    | 2      | 0     | 2      |
| 5      | Noorwegen           | 1    | 0      | 0     | 1      |
| 6      | Oostenrijk          | 0    | 1      | 0     | 1      |
| 6      | Verenigd Koninkrijk | 0    | 1      | 0     | 1      |
| 6      | Canada              | 0    | 1      | 0     | 1      |
| 7      | Oekraïne            | 0    | 0      | 1     | 1      |
| 7      | Nederland           | 0    | 0      | 1     | 1      |
| 7      | Colombia            | 0    | 0      | 1     | 1      |